# 2017 en tennis
| Années du tennis : 2014 - 2015 - 2016 - 2017 - 2018 - 2019 - 2020    |
| Décennies du tennis : 1980 - 1990 - 2000 - 2010 - 2020 - 2030 - 2040 |

Cet article résume les faits marquants de l'année 2017 dans le monde du tennis.

## Résultats

### Dans les tournois du Grand Chelem
| Tournoi          | Simple messieurs | Simple dames     | Double messieurs              | Double dames                         | Double mixte                        |
| ---------------- | ---------------- | ---------------- | ----------------------------- | ------------------------------------ | ----------------------------------- |
| Open d'Australie | Roger Federer    | Serena Williams  | Henri Kontinen John Peers     | Bethanie Mattek-Sands Lucie Šafářová | Abigail Spears Juan Sebastián Cabal |
| Roland-Garros    | Rafael Nadal     | Jeļena Ostapenko | Ryan Harrison Michael Venus   | Bethanie Mattek-Sands Lucie Šafářová | Gabriela Dabrowski Rohan Bopanna    |
| Wimbledon        | Roger Federer    | Garbiñe Muguruza | Łukasz Kubot Marcelo Melo     | Ekaterina Makarova Elena Vesnina     | Martina Hingis Jamie Murray         |
| US Open          | Rafael Nadal     | Sloane Stephens  | Jean-Julien Rojer Horia Tecău | Chan Yung-jan Martina Hingis         | Martina Hingis Jamie Murray         |

### Autres tournois
Pour les circuits secondaires, voir : 
- ATP Challenger Tour 2017
- ITF Women's Circuit 2017
- ITF Men's Circuit 2017

### Coupe Davis
Pays participants au Groupe Mondial : 
Allemagne, Argentine*, Australie, Belgique, Canada, Croatie, Espagne, États-Unis, France, Grande-Bretagne, Italie, Japon, République tchèque, Russie, Serbie et Suisse.

### Fed Cup
Pays participants au Groupe Mondial I : 
Allemagne, Biélorussie, Espagne, États-Unis, France, Pays-Bas, République tchèque* et Suisse.
*: tenant du titre

### Hopman Cup
La finale oppose la France aux États-Unis :
|  | Équipe 1 | Score | Équipe 2   |  |
|  | France   | 2 – 1 | États-Unis |  |

## Faits marquants

### Janvier
- 28 janvier : l'Américaine Serena Williams remporte l'Open d'Australie pour la 7e fois en s'impose face à sa sœur Venus Williams sur le score de 6-4, 6-4.
- 29 janvier : Roger Federer remporte en 3 h 37 min la 105e édition de l'Open d'Australie face à l’Espagnol Rafael Nadal (6-4, 3-6, 6-1, 3-6, 6-3). Avec cette victoire, c'est la 5e fois de sa carrière que le Suisse Federer remporte le grand chelem australien.

### Février
- 12 février : la finale de l'Open du sud de France est remportée par l'Allemand Alexander Zverev qui l'emporte face au Français Richard Gasquet (7-6, 6-3). Lors de ce tournoi, Alexander Zverev associé à son frère Mischa Zverev s'adjuge également le titre en double face à la paire franco-canadienne Fabrice Martin - Daniel Nestor (6-4, 6-7, [10-7]).
- 26 février : le Français Jo-Wilfried Tsonga remporte la finale de l'Open 13 (6-4, 6-4) face à son compatriote Lucas Pouille et remporte le 14e titre de sa carrière.

### Avril
- 2 avril : Roger Federer soulève le titre au Masters 1000 de Miami face à Rafael Nadal (6-3, 6-4). Avec cette finale, l'Espagnol atteint la barre des 1000 matches joués sur le circuit ATP. Il est le 11e joueur masculin à atteindre cette barre symbolique.
- 19 avril : l'Américaine Serena Williams confirme être enceinte de son premier enfant et fait savoir qu'elle ne jouera plus en 2017.

### Mai
- 27 mai : les Internationaux de Strasbourg son décrochés par Samantha Stosur qui s'impose dans une finale 100% australienne face à Daria Gavrilova (7-5, 6-4, 6-3).
- 31 mai : Le numéro un français Jo-Wilfried Tsonga est éliminé dès son entrée en lice à Roland Garros (1er tour), battu en 4 sets par l'argentin Renzo Olivo 91e mondial (7-5, 6-4, 6-7, 6-4).

### Juin
11 juin : Rafael Nadal établi un nouveau record en remportant un dixième titre à Roland-Garros face au suisse Stanislas Wawrinka  6-3, 6-1, 6-2.

### Juillet
- 16 juillet : Roger Federer décroche face au croate Marin Čilić son 8ème Wimbledon (6-3, 6-1, 6-4) et devient le recordman du tournoi.
- 26 juillet : le Serbe Novak Djokovic numéro 4 mondial annonce mettre un terme à sa saison 2017 à cause d'une blessure au coude droit.

### Septembre
- 24 septembre : L'Allemand Peter Gojowczyk remporte le premier titre de sa carrière en s'imposant en finale du Moselle Open 7-5, 6-2 face au Français Benoît Paire. Il devient ainsi le premier qualifié à triompher dans un tournoi du circuit ATP depuis Nicolas Mahut, qui avait remporté le tournoi de Bois-le-Duc en 2015. En double c'est la paire française Julien Benneteau - Édouard Roger-Vasselin qui remporte le titre en s'imposant en finale face à la paire Wesley Koolhof - Artem Sitak.

### Octobre
- 29 octobre : Lucas Pouille remporte la finale 100 % française du tournoi de Vienne (6-1, 6-4) face à Jo-Wilfried Tsonga. Avec cette victoire, Pouille soulève son troisieme titre de la saison et le quatrième de sa carrière.

### Novembre
- 2 novembre : À l'issue de sa victoire au Swiss Indoors Basel face à l'Argentin Juan Martín del Potro le Suisse Roger Federer bat le record de gains en tournoi avec 109 853 682 dollars exactement, jusque-là le record était détenu par Novak Djokovic et ses 109 805 403 dollars.
- Du 24 novembre au 26 novembre : finale de la Coupe Davis à Villeneuve-d'Ascq la France remporte pour la dixième fois le tournoi en battant la Belgique 3 victoires a 2.